# Aart Koopmans

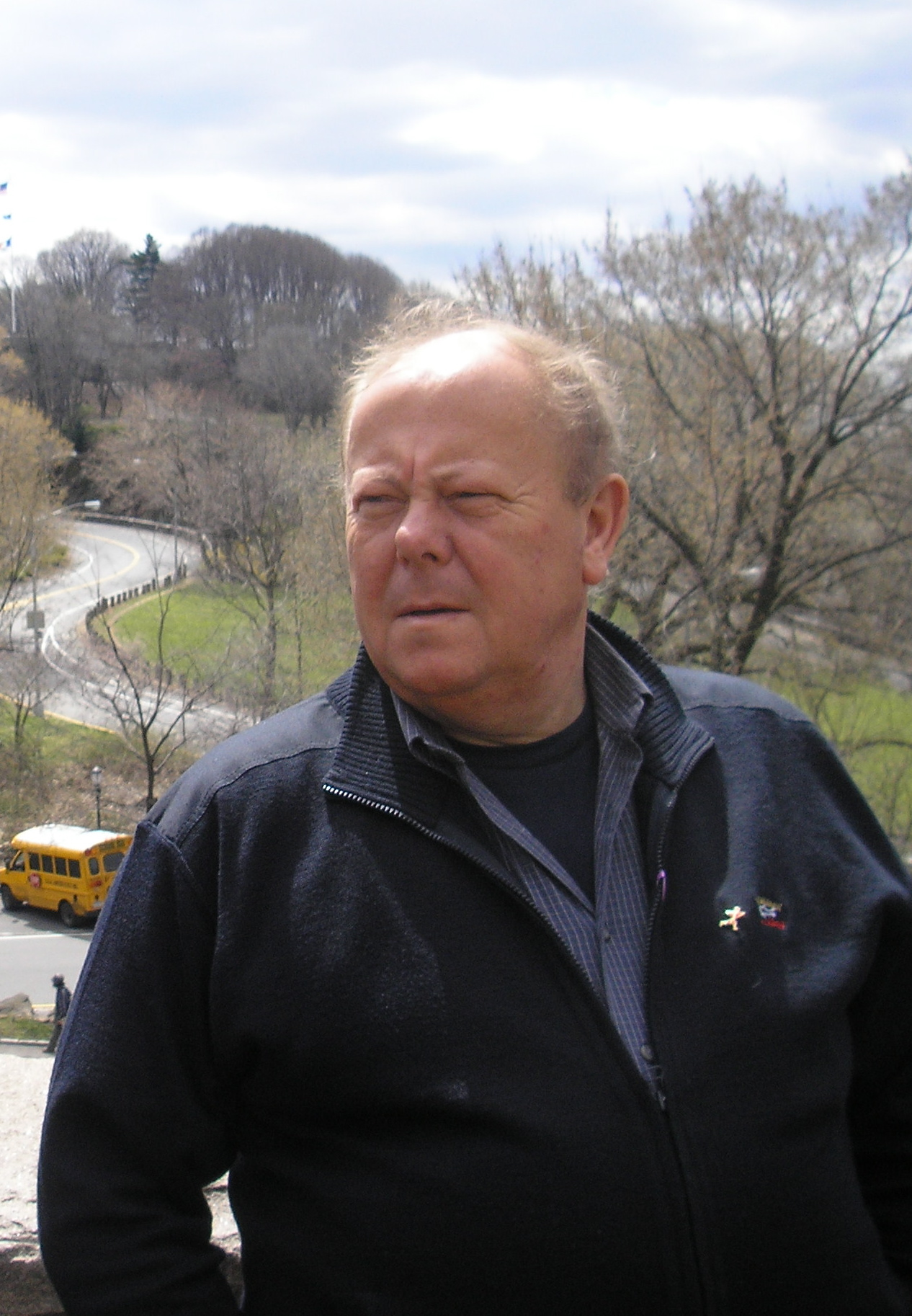
Aart Koopmans

Aart Koopmans (Amsterdam, 12 oktober 1946 – 15 januari 2007) was een Nederlandse zakenman en voorzitter van de Nederlandse schaatsstichting "Wintermarathon" en grondlegger van de  Alternatieve Elfstedentocht. Zijn vader, Bram Koopmans, organiseerde jarenlang de Amstel Gold Race wielerwedstrijd.
Koopmans organiseerde de eerste Alternatieve Elfstedentocht in 1974 in het Noorse Lillehammer, omdat de winter in Nederland te warm was om de Friese Elfstedentocht door te laten gaan. Nadat er na elkaar te warme winters voorkwamen, won de Alternatieve Elfstedentocht aan populariteit en werden ook in Oostenrijk, Polen, Tsjechië, Canada, Noorwegen, Zweden en Japan Alternatieve Elfstedentochten gehouden. In 2007 werd de eerste tocht in Mongolië verreden.
De tochten die in Oostenrijk op de Weissensee werden verreden bleken de populairste. Nog steeds rijden ieder jaar duizenden Nederlandse deelnemers mee, om de wedstrijd of om de prestatie, professioneel of recreatief en in routes van verschillende lengte. Het evenement duurt twee weken. Er wordt aan het einde van de twee weken een wedstrijd georganiseerd, die naar Koopmans is genoemd.
Het evenement op de Wissensee leverde de lokale overheid tot aan 2006 een winst op van 36 miljoen euro. Vanwege deze verdienste voor Oostenrijk werd Koopmans en zijn mede-organisator Leo van Hees het Oostenrijkse grootkruis van verdienste toegekend, omdat hun organisatie de grootste economische partner van Karinthië was geworden. De onderscheiding zou door Jörg Haider worden uitgereikt, maar Koopmans en Van Hees weigerden dit. Zij ontvingen de onderscheiding uit andere handen.
Vanaf 2006 woonde Koopmans in Portugal. Hij zou in 2011 terugtreden als organisator van de Alternatieve Elfstedentocht, maar halverwege november 2006 werd hij opgenomen in een ziekenhuis in Coimbra met een longontsteking en bacteriële infectie. Na dit ziekbed stierf hij op 15 januari 2007. Hij werd in Portugal op de begraafplaats van San Martinho de Cortiça begraven. Zijn zoon, Sven Koopmans, was Tweede Kamerlid voor de VVD en is nu diplomaat voor de Europese Unie.